# Мартін Содомка
Мартін Содомка (чеськ. Martin Sodomka; нар. 3 лютого 1968, Світави, Чехія) — чеський ілюстратор, дизайнер, письменник, автор  книжок.

## Біографія
Закінчив Середню промислову школу в Хрудимі, згодом здобув освіту в Технічному університеті в Брно, де навчався на кафедрі промислового дизайну. Після закінчення навчання працював дизайнером в компанії TOS Svitavy, з 1993 року як графік-фрилансер. З 1994 року Содомка постійно співпрацює з видавництвом «Computer Press», для якого розробив понад 2200 книжкових обкладинок.
У 2012 році заснував Видання технічних казок, опублікувавши першу власну книгу для дітей «Як змайструвати автомобіль», що була презентована на Франкфуртському книжковому ярмарку. Над історією про пацюка Арні, горобця Зилу та жабуна Крістіана Мартін Содомка працював два роки. До написання книжки, за твердженням самого автора, його підштовхнув досвід ремонту його власної машини Шкода Октавія 1963-го року випуску. У 2013 році серію «технічних казок» поповнила книжка «Як змайструвати літак», у 2014 — «Як змайструвати мотоцикл», у 2015 — «Як збудувати дім», які видані в Італії, Данії, Південній Кореї, Україні, Росії.
Має власну дизайн-студію у Світавах. Для своїх книг Мартін Содомка використовує техніку малювання олівцем на папері, після чого опрацьовує зображення у Photoshop. Окрім роботи над своїми художньо-технічними книжками, працює також з ілюстраціями для наукової літератури.
Одружений, двоє дітей.

## Українські переклади
- Як змайструвати автомобіль / М. Содомка ; пер. з чеськ. Т. Савченко. — Львів : Видавництво Старого Лева, 2015. — 60 с., іл.
- Як змайструвати літак / М. Содомка ; пер. з чеськ. Т. Савченко. — Львів : Видавництво Старого Лева, 2015. — 60 с., іл.
- Як змайструвати мотоцикл / М. Содомка ; пер. з чеськ. Т. Савченко. — Львів : Видавництво Старого Лева, 2016. — 60 с., іл.
- Як збудувати дім / М. Содомка ; пер. з чеськ. Т. Савченко. — Львів : Видавництво Старого Лева, 2017. — 60 с., іл.
- Як прокласти залізницю / М. Содомка ; пер. з чеськ. Т. Савченко. — Львів : Видавництво Старого Лева, 2018. — 80 с., іл.

### Рецензії
- Т. Гордієнко. Гурток юного техніка з Мартіном Содомкою [Архівовано 8 вересня 2015 у Wayback Machine.] («Читомо», 01.07.2015)
- В. Зенгва. Техніка для душі [Архівовано 9 березня 2016 у Wayback Machine.] («Друг Читача», 21.07.2015)
- Х. Содомора. Бувар майбутнього водія [Архівовано 9 березня 2016 у Wayback Machine.] («Видавництво Старого Лева», 10.08.2015)
- А. Мельник. «Як змайструвати літак», або Що покласти школяру під подушку на Миколая [Архівовано 9 березня 2016 у Wayback Machine.] («5books», 30.11.2015)